# Monty Python Live at the Hollywood Bowl
Monty Python Live at the Hollywood Bowl è un film del 1982 diretto da Terry Hughes e Ian MacNaughton. È la registrazione di uno spettacolo dal vivo del gruppo comico britannico dei Monty Python, andato in scena nel 1982 all'Hollywood Bowl.
Accanto ai sei Python originali recitano i partner storici Carol Cleveland e Neil Innes.

## Trama
- Sit on My Face - Parodia della canzone Sing as We Go di Grace Fields, cantata da John Cleese, Graham Chapman, Terry Gilliam e Terry Jones in abiti da cameriere.
- Colin "Bomber" Harris vs. Colin "Bomber" Harris - Scontro di wrestling tra Colin Harris (Chapman) e se stesso, con due narratori (Cleese e Michael Palin) che commentano la competizione.
- Never Be Rude to an Arab - Jones canta questa canzone in cui esorta a non essere maleducati con persone di varie etnie, descrivendole però con epiteti pesantemente razzisti. A metà canzone viene fatto saltare in aria.
- L'ultima cena - Michelangelo (Eric Idle) difende il suo abbozzo dell'Ultima cena contro le obiezioni fatte dal Papa (Cleese).
- Le strane Olimpiadi - In un breve filmato, degli atleti si cimentano in bizzarre gare sportive.
- La canzone dei filosofi - I Bruce (personaggi già mostrati in un episodio della seconda stagione del Monty Python's Flying Circus), interpretati da Idle, Palin e Neil Innes, cantano la Canzone dei filosofi ubriachi.
- Il ministero delle camminate strambe - Palin chiede fondi per la sua camminata stramba. Questo sketch era stato trasmesso nella seconda stagione del Monty Python's Flying Circus.
- Giudici - Due giudici inglesi (Idle e Palin) si comportano in modo spregiudicato fuori dal tribunale.
- Forum Mondiale - Quattro importanti figure storiche del comunismo devono rispondere a delle domande di cultura generale in un quiz.
- I'm the Urban Spaceman - Innes canta questa canzone accompagnato dal tip tap di Carol Cleveland (spesso lei perde il ritmo).
- Cioccolato Whizzo - Il cioccolataio Jones risponde alle accuse di due poliziotti (Chapman e Gilliam) per i suoi disgustosi dolci.
- L'albatro - Cleese cerca di vendere un albatros al membro del pubblico Jones.
- Eh? Eh? - Idle infastidisce Jones bombardandolo di domande con imbarazzanti doppi sensi.
- La finale di calcio dei filosofi - un breve filmato della partita tra la squadra dei filosofi tedeschi e la squadra dei filosofi greci.
- Quattro signori - Quattro vecchi ricconi dello Yorkshire si rincontrano e raccontano la povertà della loro infanzia in un crescendo di esagerazioni.
- La clinica per litigare - Palin paga Cleese per litigare con lui. Lo sketch è interrotto dalla canzone I've Got Two Legs cantata da Gilliam, che alla fine viene fucilato da Cleese.
- How Sweet to Be a Idiot - Innes canta un'ode all'idiozia.
- Agenzia di viaggio - Palin cerca di vendere un viaggio a Idle, che non la smette di parlare dei pericoli che possono esserci.
- Lezione di comicità - Chapman insegna la comicità con una dimostrazione su Jones, Palin e Gilliam.
- Cappuccetto Rosso - In un breve filmato, Cleese subisce una rielaborazione della classica favola.
- Il vescovo morto - Un vescovo morto sul pianerottolo disturba una famiglia che pranza.
- La canzone del taglialegna - Un boscaiolo rude e mascolino sconvolge i coristi rivelando la sua passione per gli abiti femminili.

## Produzione
Negli anni '70 i Monty Python divennero famosi negli Stati Uniti e in Canada grazie alla distribuzione dei loro film e del Flying Circus, così cominciarono una serie di tour di spettacoli dal vivo, anche dopo che la loro collaborazione per il Flying Circus era finita.
Per convertire gli sketch televisivi nel formato teatrale, molti ruoli furono redistribuiti o alterati. A Terry Gilliam, che raramente appariva di persona nel Flying Circus, furono assegnate molte parti.
Dopo il successo mondiale del film Brian di Nazareth, tale era la pressione dei produttori per la realizzazione di un altro film, che si decise di farne uno semplicemente riprendendo uno di questi spettacoli.
La canzone del taglialegna è cantata da Eric Idle in questo spettacolo, mentre in tv era cantata da Michael Palin.
Lo sketch L'ultima cena è ispirato ad un incidente storico accaduto realmente: l'artista rinascimentale Paolo Veronese dipinse una versione de L'ultima cena con elementi estranei al tema, appartenenti suo tempo. L'inquisizione lo esortò a rimuovere questi elementi e lui rinominò il quadro Cena a Casa di Levi.